# Artie Cabral
Arthur C. „Artie“ Cabral (* 25. Februar 1940 in Providence, Rhode Island; † 17. September 2023 in Cranston, Rhode Island) war ein US-amerikanischer Jazzmusiker (Schlagzeug).

## Leben und Wirken
Cabral begann 1956 als professioneller Musiker zu arbeiten; er erwarb den Bachelor am Berklee College of Music, an dem auch um 1966 erste Aufnahmen entstanden (Jazz in the Classroom, Vol. XI). Im Laufe seiner Karriere als Schlagzeuger spielte er mit Ben Webster, Arthur Pelosi, Rob McConnell, Herb Pomeroy, Stan Kenton, Woody Herman, Clark Terry, Dakota Staton, Sarah Vaughan, Dionne Warwick, George Masso, Carol Sloane, Charlie Mariano, Toshiko Akiyoshi und anderen. Zusammen mit dem Bassisten Bob Petteruti war er Mitglied des Trios des Pianisten Mike Renzi, das als Hausband in den 1960er Jahren im Kings & Queens in Pawtucket und in den 1970er Jahren im Club Allary in Providence fungierte und Gastkünstler wie Blossom Dearie, Mose Allison, Johnny Hartman und Phil Woods begleitete. Im Bereich des Jazz war er laut Tom Lord zwischen 1966 und 2004 an elf Aufnahmesessions beteiligt, zuletzt mit Greg Abate (Horace Is Here : A Tribute to Horace Silver).
Cabral war an der Fakultät des Berklee Colloge und der Rhode Island School of Music ebenso tätig wie in den öffentlichen Schulen von Pawtucket tätig. Außerdem gründete er mit dem Posaunisten Hal Crook die R.I. School of Performing Music und gab Privatunterricht für Schlagzeuger Neuenglands. Ab 1998 war er Vorsitzender der Providence Federation of Musicians. Cabral lebte zuletzt in Cranston, Rhode Island, wo er am 17. September 2023 verstarb.